# Shengli Shuiku (reservoar i Kina, Heilongjiang, lat 47,09, long 126,18)
Shengli Shuiku (kinesiska: 胜利水库) är en reservoar i Kina. Den ligger i provinsen Heilongjiang, i den nordöstra delen av landet, omkring 150 kilometer norr om provinshuvudstaden Harbin. Shengli Shuiku ligger 162 meter över havet. Arean är 3,6 kvadratkilometer. Trakten runt Shengli Shuiku består till största delen av jordbruksmark. Den sträcker sig 2,5 kilometer i nord-sydlig riktning, och 3,3 kilometer i öst-västlig riktning.
Genomsnittlig årsnederbörd är 893 millimeter. Den regnigaste månaden är juli, med i genomsnitt 282 mm nederbörd, och den torraste är januari, med 6 mm nederbörd.